# Univision Music Group

Univision Music Group est la première entreprise de musique latino-américaine aux États-Unis avec approximativement 45 % de part de marché.

## Historique
Le groupe est fondé en avril 2011 pour publier de la musique latine.
Le 18 avril 2001, la famille Chavez signe un accord pour céder 50 % de leur part dans Disa Records au groupe américain de média en langue espagnole Univision.
En avril 2002, le groupe Univision achète Fonovisa à Televisa puis le rattache au Univision Music Group.
Le 28 février 2008, Universal Music achète l'Univision Music Group pour l'associer à ses labels Universal Music Latino et Machete Records.